# Стара Лівонія

Лівонія в 1260 році:
Лівонський орден
Ризьке архієпископство
Дерптське єпископство
Езель-Вікське єпископство
Курляндське єпископство

Стара́ Ліво́нія (нім. Alt-Livland) — у ХІІІ—XVI століттях колишня назва Лівонії, регіону на сході Балтики (сучасних Латвії та Естонії), що був завойований німецькими хрестоносцями в ході Лівонського хрестового походу (1196—1290). 2 лютого 1207 року завойовники проголосили Лівонію Марії́нським князі́вством (лат. Terra Mariana, «земля Марії») у складі Священної Римської імперії; 1215 року римський папа Інокентій ІІІ перепорядкував його Святому Престолу. У ХІІІ ст. папський легат Вільгельм Моденський поділив територію князівства на декілька феодальних політій: Ризьке архієпископство, Курляндське єпископство, Дерптське єпископство, Езель-Вікське єпископство, володіння Ордену орденоносців (після 1237 року — Лівонського ордену), а також Естонське герцогство — пряме володіння данського короля. 1346 року Лівонський орден викупив данську Естонію, внаслідок чого вся Стара Лівонія опинилася під німецьким пануванням. Політії краю були об'єднані в Лівонську конфедерацію, яка, однак, так і не виробила єдиної системи управління. Регіон постійно роздирала боротьба за владу й ресурси між лівонськими єпископами, лицарями-монахами ордену, світськими німецькими лицарями, бюргерами Риги і Ревеля. Стара Лівонія перестала існувати як єдине історико-культурне ціле внаслідок Лівонської війни: Швеція захопила північну частину (Естонію), південна часина відійшла до Речі Посполитої (Нова Лівонія і Курляндія-Семигалія), а остів Езель (Сааремаа) став частиною Данії. Також — Маріїнщина, Марійщина, Маріїнська земля (ест. Maarjamaa, нім. Marienland).

## Назва
- Стара́ Ліво́нія (нім. Alt-Livland)
- Маріїнщина, Марійщина, Маріїнська земля (ест. Maarjamaa, нім. Marienland).
- Марії́нське князі́вство (лат. Terra Mariana, «земля Марії»)

## Історія

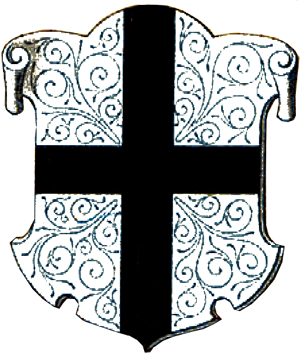
Герб Старої Лівонії («Балтійський гербовник»)

2 лютого 1207 року завойовники проголосили Лівонію Марії́нським князі́вством (лат. Terra Mariana, «земля Марії») у складі Священної Римської імперії. У 1215 року римський папа Інокентій ІІІ перепорядкував його Святому Престолу. 
У ХІІІ ст. папський легат Вільгельм Моденський поділив територію князівства на декілька феодальних політій:
- Ризьке архієпископство,
- Курляндське єпископство,
- Дерптське єпископство,
- Езель-Вікське єпископство,
- володіння Ордену мечоносців (після 1237 року — Лівонського ордену),
- Естонське герцогство — пряме володіння данського короля.

1346 року Лівонський орден викупив данську Естонію, внаслідок чого вся Стара Лівонія опинилася під німецьким пануванням. Політії краю були об'єднані в Лівонську конфедерацію, яка, однак, так і не виробила єдиної системи управління. Регіон постійно роздирала боротьба за владу й ресурси між лівонськими єпископами, лицарями-монахами ордену, світськими німецькими лицарями, бюргерами Риги і Ревеля. 
Стара Лівонія припинила існувати як єдине історико-культурне ціле внаслідок Лівонської війни. Швеція захопила північну частину (Естляндію), південна часина відійшла до Речі Посполитої (Нова Лівонія і Курляндія-Семигалія), а острів Езель (Сааремаа) став частиною Данії.